# Вице-президент Греции
Вице-президент Греческой Республики (греч. Αντιπρόεδρος της Ελληνικής Δημοκρατίας) — старшее административное должностное лицо Греции; недолго существовавший правительственный пост, созданный во время Плана либерализации в 1973 году в период правления хунты. Единственным человеком, занимавшим эту должность, был Одиссеас Ангелис.

## История
После государственного переворота 21 апреля 1967 года парламент Греции был распущен, и в течение следующих семи лет страной управляла серия ультраправых военных хунт. 
После движения военно-морского флота 23 мая 1973 года вместе с предшествовавшим ему антидвижением 13 декабря лидер хунты «чёрных полковников» и регент Греции полковник Георгиос Пападопулос решил приступить к демократизации режима, упразднив монархию и учредив демократический парламент.
1 июня 1973 года Греция была провозглашена президентской республикой как новое государство со своим временным президентом. В июле 1973 года Пападопулос организовал референдум, в ходе которого Пападопулос формально принял титул президента новообразованной Греческой Республики и назначил вице-президента республики, одного из лидеров хунты, главу генштаба Одиссеас Ангелиса.
Вскоре после этого, 8 октября 1973 года, Пападопулос избрал греческого политика Спироса Маркезиниса своим преемником на посту премьер-министра, цель которого привести страну к парламентским выборам. В итоге в новом государстве стало всего три основных политических должности: президент и вице-президент республики, а также премьер-министр с ограниченными полномочиями.
Менее чем через 6 месяцев режим Пападопулоса был свергнут в результате бескровного переворота сторонником жёсткой линии бригадным генералом Димитриосом Иоаннидисом, который назначил генерала Федона Гизикиса новым президентом. Иоаннидис отменил Конституцию 1973 года (фактически никогда не вступала в силу), упразднив, таким образом, должность вице-президента республики, но сохранив при этом должность президента. Конституция же 1975 года не предусматривала должности вице-президента Греции. Таким образом, Одиссеас Ангелис был единственным когда-либо занимавшим должность вице-президента государства.

## Обязанности
Согласно Конституции 1973 года, вице-президент республики избирается кандидатом в президенты. 
В отличие от президента, который приводится к присяге перед уходящим президентом, правительством, спикером парламента, частью пленарного заседания парламента и Священного синода, вице-президент республики приносит присягу только перед президентом республики.
Это формальное различие ясно демонстрирует роль и обязанности вице-президента республики: должность вице-президента — это не руководящая должность, а должность с ограниченными полномочиями, которая помогает президенту республики.

## Список вице-президентов Греции
|        | Портрет | Имя                                                 | Полномочия  | Полномочия     | Президент            |
| Начало | Портрет | Имя                                                 | Окончание   |                | Президент            |
| ------ | ------- | --------------------------------------------------- | ----------- | -------------- | -------------------- |
| 1      |         | Одиссеас Ангелис (1912—1987) греч. Οδυσσέας Αγγελής | 1 июня 1973 | 25 ноября 1973 | Георгиос Пападопулос |